# 清水町停留場
清水町停留場（日语：／ Shimizumachi teiryūjō */?）是位於日本愛媛縣松山市的路面電車車站，隸屬於伊予鐵道（伊予鐵），車站編號為12。過往曾經是定點班次的列車交換站，但隨班次加密後，交換功能改在鐵砲町站，相關的交換設施也隨之拆去。
另外，路線中「町」的拼音跟隨地名使用(machi)，有別於其他附有「町」字的電車站名，皆採用(chō)。

## 所屬路線
- 伊予鐵道

松山市內線（城北線）
■1號線（環狀線下行—順時針方向）
■2號線（環狀線上行—逆時針方向）

## 車站結構
現時採用的為非相對式側式月台2個，位處十字路口的兩側，上行、下行列車均需先越過路口才到達所屬的月台。有效長度為1輛，其中整個下行月台都蓋有上蓋及裝上密封式圍板，亦設置候車座椅，末端入口為無障礙斜道；上行月台也於中央部份設有上蓋、圍板及座椅，乘客也可從後方馬路於月台兩側或十字路口進入月台，但未對應有無障礙斜道。至於上行月台的對面，則仍保留著舊有的下行月台及原有路基。

### 月台配置
| 月台 | 路線        | 目的地             |
| ---- | ----------- | ------------------ |
| 1    | ■1號線 環狀 | 上一萬、大街道方向 |
| 2    | ■2號線 環狀 | 木屋町、古町方向   |

## 歷史
- 1927年4月3日：開業。
- 1954年4月6日：撤去交換設施[1]。

## 相鄰停留場
伊予鐵道
城北線
高砂町（11）－清水町（12）－鐵砲町（13）